# Hypsicera dundundu
Hypsicera dundundu là một loài tò vò trong họ Ichneumonidae.